# Łyżwiarstwo szybkie na Zimowych Igrzyskach Olimpijskich 2014 – 3000 m kobiet
Bieg na 3000 metrów kobiet na Zimowych Igrzyskach Olimpijskich 2014 odbył się 9 lutego w hali Adler-Ariena w Soczi.
Złoty medal olimpijski zdobyła Holenderka Ireen Wüst. Drugie miejsce zajęła Czeszka Martina Sáblíková, a trzecim miejscu uplasowała się reprezentantka Rosji – Olga Graf.

## Terminarz
| Data     | Konkurencja | Godzina rozpoczęcia | Godzina rozpoczęcia |
| Data     | Konkurencja | Czas CET            | Czas lokalny        |
| -------- | ----------- | ------------------- | ------------------- |
| 9 lutego | Finał       | 12:30               | 15:30               |

## Tło
| Data                                                                                        | Miejscowość                                                                                 | Zwycięzca                                                                                   | Drugi                                                                                       | Trzeci                                                                                      | Źródło                                                                                      |
| Wyniki biegu na 3000 metrów podczas zawodów Pucharu Świata w łyżwiarstwie szybkim 2013/2014 | Wyniki biegu na 3000 metrów podczas zawodów Pucharu Świata w łyżwiarstwie szybkim 2013/2014 | Wyniki biegu na 3000 metrów podczas zawodów Pucharu Świata w łyżwiarstwie szybkim 2013/2014 | Wyniki biegu na 3000 metrów podczas zawodów Pucharu Świata w łyżwiarstwie szybkim 2013/2014 | Wyniki biegu na 3000 metrów podczas zawodów Pucharu Świata w łyżwiarstwie szybkim 2013/2014 | Wyniki biegu na 3000 metrów podczas zawodów Pucharu Świata w łyżwiarstwie szybkim 2013/2014 |
| ------------------------------------------------------------------------------------------- | ------------------------------------------------------------------------------------------- | ------------------------------------------------------------------------------------------- | ------------------------------------------------------------------------------------------- | ------------------------------------------------------------------------------------------- | ------------------------------------------------------------------------------------------- |
| 8 listopada                                                                                 | Calgary                                                                                     | Claudia Pechstein                                                                           | Martina Sáblíková                                                                           | Ireen Wüst                                                                                  | [ 2 ]                                                                                       |
| 15 listopada                                                                                | Salt Lake City                                                                              | Martina Sáblíková                                                                           | Claudia Pechstein                                                                           | Antoinette de Jong                                                                          | [ 3 ]                                                                                       |
| 6 grudnia                                                                                   | Berlin                                                                                      | Martina Sáblíková                                                                           | Claudia Pechstein                                                                           | Ireen Wüst                                                                                  | [ 4 ]                                                                                       |
| Wyniki biegu na 3000 metrów na Zimowych Igrzyskach Olimpijskich 2010                        |                                                                                             |                                                                                             |                                                                                             |                                                                                             |                                                                                             |
| 14 lutego                                                                                   | Vancouver                                                                                   | Martina Sáblíková                                                                           | Stephanie Beckert                                                                           | Kristina Groves                                                                             | [ 5 ]                                                                                       |
| Wyniki biegu na 3000 metrów na mistrzostwach świata 2012                                    |                                                                                             |                                                                                             |                                                                                             |                                                                                             |                                                                                             |
| 22 marca                                                                                    | Heerenveen                                                                                  | Martina Sáblíková                                                                           | Stephanie Beckert                                                                           | Ireen Wüst                                                                                  | [ 6 ]                                                                                       |
| Wyniki biegu na 3000 metrów na mistrzostwach świata 2013                                    |                                                                                             |                                                                                             |                                                                                             |                                                                                             |                                                                                             |
| 21 marca                                                                                    | Soczi                                                                                       | Ireen Wüst                                                                                  | Martina Sáblíková                                                                           | Claudia Pechstein                                                                           | [ 7 ]                                                                                       |

## Rekordy
| Rekord            | Zawodnik          | Czas    | Miejsce        | Data           |
| ----------------- | ----------------- | ------- | -------------- | -------------- |
| Rekord świata     | Cindy Klassen     | 3:53,34 | Calgary        | 18 marca 2006  |
| Rekord olimpijski | Claudia Pechstein | 3:57,70 | Salt Lake City | 10 lutego 2002 |

## Wyniki
| Miejsce | Numer pary | Tor | Zawodniczka              | Reprezentacja     | Czas    | Strata | Uwagi |
| ------- | ---------- | --- | ------------------------ | ----------------- | ------- | ------ | ----- |
| 1.      | 13         | I   | Ireen Wüst               | Holandia          | 4:00,34 | –      | TR    |
| 2.      | 12         | I   | Martina Sáblíková        | Czechy            | 4:01,95 | +1,61  |       |
| 3.      | 10         | I   | Olga Graf                | Rosja             | 4:03,47 | +3,13  |       |
| 4.      | 11         | I   | Claudia Pechstein        | Niemcy            | 4:05,26 | +4,92  |       |
| 5.      | 8          | I   | Annouk van der Weijden   | Holandia          | 4:05,75 | +5,41  |       |
| 6.      | 11         | O   | Ida Njåtun               | Norwegia          | 4:06,73 | +6,39  |       |
| 7.      | 14         | O   | Antoinette de Jong       | Holandia          | 4:06,77 | +6,43  |       |
| 8.      | 6          | I   | Julija Skokowa           | Rosja             | 4:09,35 | +9,02  |       |
| 9.      | 13         | O   | Shiho Ishizawa           | Japonia           | 4:09,39 | +9,05  |       |
| 10.     | 10         | O   | Jilleanne Rookard        | Stany Zjednoczone | 4:10,02 | +9,68  |       |
| 11.     | 8          | O   | Bente Kraus              | Niemcy            | 4:10,17 | +9,83  |       |
| 12.     | 9          | I   | Jelena Peeters           | Belgia            | 4:10,87 | +10,53 |       |
| 13.     | 3          | O   | Kim Bo-reum              | Korea Południowa  | 4:12,08 | +11,74 |       |
| 14.     | 5          | I   | Mari Hemmer              | Norwegia          | 4:12,21 | +11,87 |       |
| 15.     | 1          | I   | Shōko Fujimura           | Japonia           | 4:12,71 | +12,37 |       |
| 16.     | 9          | O   | Natalia Czerwonka        | Polska            | 4:13,26 | +12,92 |       |
| 17.     | 4          | O   | Stephanie Beckert        | Niemcy            | 4:13,54 | +13,21 |       |
| 18.     | 7          | I   | Luiza Złotkowska         | Polska            | 4:14,18 | +13,85 |       |
| 19.     | 7          | O   | Brittany Schussler       | Kanada            | 4:14,65 | +14,31 |       |
| 20.     | 1          | O   | Jekatierina Szychowa     | Rosja             | 4:14,97 | +14,63 |       |
| 21.     | 14         | I   | Masako Hozumi            | Japonia           | 4:15,52 | +15,18 |       |
| 22.     | 2          | I   | Anna Rokita              | Austria           | 4:16,43 | +16,09 |       |
| 23.     | 4          | I   | Francesca Lollobrigida   | Włochy            | 4:16,51 | +16,18 |       |
| 24.     | 3          | I   | Ivanie Blondin           | Kanada            | 4:18,69 | +18,36 |       |
| 25.     | 5          | O   | Noh Seon-yeong           | Korea Południowa  | 4:19,02 | +18,68 |       |
| 26.     | 2          | O   | Anna Ringsred            | Stany Zjednoczone | 4:21,51 | +21,17 |       |
| 27.     | 6          | O   | Yang Shin-young          | Korea Południowa  | 4:23,67 | +23,33 |       |
| 28 !    | 12         | O   | Katarzyna Bachleda-Curuś | Polska            | DSQ     | DSQ    |       |